# Abscam
Abscam was een undercoveroperatie van de Federal Bureau of Investigation (FBI). De operatie werd geleid door de FBI-afdeling van Long Island, New York en vond eind jaren zeventig plaats. De codenaam van de undercoveroperatie, Abscam, was een samensmelting van Abdul scam, verwijzend naar de bedrijfsnaam die als dekmantel gebruikt werd.
Het FBI-onderzoek liep begin jaren tachtig af en leidde tot de veroordeling van een Amerikaanse senator, vijf leden van het Huis van Afgevaardigden, een lid van de Senaat van New Jersey, leden van het stadsbestuur van Philadelphia en een inspecteur van de Dienst Immigratie en Naturalisatie.

## Undercoveroperatie
In 1978 richtte de FBI het fictieve bedrijf Abdul Enterprises, Ltd. op als dekmantel. Vervolgens deden verscheidene FBI-agenten zich voor als Kraim Abdul Rahman, een fictieve sjeik uit het Midden-Oosten. Rahman sprak af met leden van de overheid en bood hun geld aan in ruil voor politieke diensten voor een niet bestaande sjeik. De undercoveroperatie werd geleid door Melvin Weinberg, een professionele oplichter en ex-gedetineerde, die door de FBI werd aangetrokken om zijn expertise te delen. De fictieve sjeik wilde geholpen worden bij het regelen van asiel in de Verenigde Staten en probeerde ook zijn geld uit het land te krijgen. Daarnaast wilde hij ook dat de betrokkenen meewerkten aan een zaak van investeringsfraude. De gesprekken met de betrokkenen werden op videotape opgenomen. De FBI-agenten beschikten over een huis in Washington D.C., tal van hotelkamers in Pennsylvania en New Jersey en een jacht in Florida om de schijn op te houden.
Abscam was het eerste, grote onderzoek dat zich richtte op het ontmaskeren van corrupte leden van het openbaar bestuur. Het onderzoek kwam voor het eerst aan het licht op 2 februari 1980 toen het nieuwsprogramma NBC Nightly News berichtte dat de FBI bezig was met een undercoveroperatie om leden van het Amerikaans Congres te ontmaskeren.

## Veroordelingen

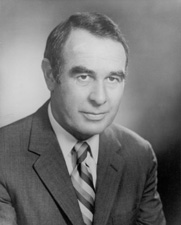
Harrison Arlington Williams

Van de 31 doelwitten werden een Amerikaanse senator (Harrison A. Williams), vijf leden van het Huis van Afgevaardigden (John Jenrette, Richard Kelly, Raymond Lederer, Michael Myers, Frank Thompson), een lid van de Senaat van New Jersey (Angelo Errichetti), drie leden van het stadsbestuur van Philadelphia (George Schwartz, Harry Jannotti, Louis Johanson) en een inspecteur van de Dienst Immigratie en Naturalisatie veroordeeld.
Senator Harrison A. "Pete" Williams werd op 30 oktober 1980 aangeklaagd en op 1 mei 1981 veroordeeld tot een gevangenisstraf van drie jaar. Hij werd schuldig bevonden aan omkoping en samenzwering. Tijdens het proces verdedigde hij zich onder meer door te stellen dat Justitie hem bewust had uitgekozen omdat hij tijdens de Democratische voorverkiezing presidentskandidaat Ted Kennedy en niet Jimmy Carter had gesteund. Hij zat twee jaar van zijn straf uit in de gevangenis van Newark, New Jersey.
Richard Kelly werd in 1982 vrijgesproken op basis van "entrapment", wat wil zeggen dat hij was aangezet tot het plegen van een misdaad die hij in normale omstandigheden waarschijnlijk niet zou gepleegd hebben. In beroep werd hij alsnog veroordeeld tot een gevangenisstraf waarvan hij 13 maanden uitzat. De FBI beschikte over een videotape waarop te zien was hoe Kelly $25.000 in zijn zakken propte en zei: "Does it show?" ("Valt het op?").
John Murtha was een van de leden van het Huis van Afgevaardigden die door de FBI werd gefilmd tijdens de undercoveroperatie. Hij had samen met collega's Frank Thompson en John Murphy een afspraak met de fictieve sjeik. Murtha werd niet aangeklaagd omdat hij enkel op de aanbiedingen van de sjeik wilde ingaan zodat hij kon investeren in zijn eigen district. Zo hoopte hij werkgelegenheid te creëren voor 500 à 1.000 mijnwerkers. Murtha, die geklasseerd werd als een "niet vervolgde samenzweerder" getuigde later wel tegen Thompson en Murphy. Tot aan zijn dood in 2010 bleef Murtha deel uitmaken van het Huis van Afgevaardigden.
Senator Larry Pressler werd ook benaderd door de undercoveragenten van de FBI. Toen hem een bedrag werd aangeboden om hem om te kopen, reageerde hij met: "Wait a minute, what you are suggesting may be illegal." ("Wacht even, wat jij voorstelt, kan illegaal zijn."). Hij rapporteerde het voorval meteen aan de FBI. Door nieuwsanker Walter Cronkite werd hij later een held genoemd, waarop Pressler zei: "I do not consider myself a hero... what have we come to if turning down a bribe is 'heroic'?" ("Ik zie mezelf niet als een held... wat is er van ons gekomen als we denken dat het niet aanvaarden van omkoping 'heldhaftig' is?").

### Bob Guccione
De FBI benaderde ook Bob Guccione, de uitgever en oprichter van het erotisch tijdschrift Penthouse. Guccione stond op het punt een hotel en casino te bouwen in Atlantic City. Weinberg vertelde Guccione dat een Arabische sjeik geïnteresseerd was om in het casino te investeren, op voorwaarde dat het casino een licentie voor kansspelen bemachtigde. Weinberg wilde dat Guccione voor $300.000 mensen omkocht om de licentie in handen te krijgen. Guccione antwoordde: "Are you out of your mind?" ("Ben je gek?"). Toen bleek dat Weinbergs voorstel een onderdeel was van Abscam probeerde Guccione, zonder succes, de federale overheid aan te klagen.

## In populaire cultuur
De Franse regisseur Louis Malle wilde onder de titel Moon Over Miami een scenario over Abscam verfilmen. Hij wilde de komische acteurs Dan Aykroyd en John Belushi als hoofdrolspelers. Belushi, die de rol van Weinberg zou vertolken, overleed in maart 1982, waarna de filmplannen werden opgedoekt. In februari 1980 wijdde het tv-programma Saturday Night Live een sketch aan de zaak. Abscam wordt ook vermeld in de aflevering "The Sniffing Accountant" van de sitcom Seinfeld. Prince vermeldde het onderzoek in zijn nummer "Annie Christian" uit 1981. In de film Donnie Brasco, gebaseerd op een andere undercoveroperatie van de FBI, komt de jacht die tijdens Abscam gebruikt werd even aan bod.
Eind 2012 begon regisseur David O. Russell aan American Hustle, een verfilming van het onderzoek. De cast bestaat uit Christian Bale, Bradley Cooper, Amy Adams, Jennifer Lawrence en Jeremy Renner. Het project is gebaseerd op het script American Bullshit van Eric Warren Singer.